# Катарминское муниципальное образование
Катарминское муниципальное образование — муниципальное образование со статусом сельского поселения в 
Нижнеудинском районе Иркутской области России. Административный центр — поселок Катарма.

## Демография
По результатам Всероссийской переписи населения 2010 года 
численность населения муниципального образования составила 208 человек, в том числе 104 мужчины и 104 женщины.

## Населенные пункты
В состав муниципального образования входят населенные пункты
- Катарма
- Гродинск
- Участок Новогродинск
- Участок Таёжный[2]